# Jonathan Johansson
Nils Jonathan Johansson (Kålaboda, 19 agosto 1991) è un calciatore svedese, portiere del Majorstuen.

## Carriera
A livello giovanile, Johansson ha giocato per il Nysätra IF, per lo Skellefteå FF e per il Sunnanå SK.
Passato all'Umeå FC, ha esordito in Superettan in data 9 aprile 2012: è stato schierato titolare nel pareggio per 1-1 maturato sul campo del Falkenberg. L'anno seguente è passato al Selånger, in Division 1: il debutto con la nuova maglia è arrivato il 14 aprile 2013, nella vittoria per 0-3 in casa del Vasalund.
A seguito di questa esperienza, è stato tesserato dal Ljungskile, tornando quindi a calcare i campi della Superettan. Non ha giocato alcuna partita di campionato nella stagione 2014, disputando quindi la prima di queste soltanto il 7 aprile 2015, nella sconfitta per 2-1 arrivata in casa dell'IFK Värnamo.
A luglio 2016, Johansson si è trasferito ai norvegesi del Notodden, militanti in 2. divisjon. Ha esordito in squadra il 30 luglio, nella vittoria per 0-4 arrivata in casa del Bærum. L'anno seguente, la squadra ha centrato la promozione in 1. divisjon. È rimasto in forza al Notodden fino al termine della stagione 2019, conclusasi con la retrocessione in 2. divisjon.
A gennaio 2020, Johansson si è accordato con lo Stjørdals-Blink, neopromosso in 1. divisjon. Ha debuttato il 24 agosto, schierato titolare nel 2-2 casalingo maturato contro l'Åsane. Al termine della stagione, è rimasto svincolato.
Il 29 aprile 2021 è stato ingaggiato dal Ranheim, compagine che era alla ricerca di un sostituto del portiere Erland Tangvik, fuori per infortunio. Il 25 luglio seguente ha disputato l'unica partita con questa casacca, nella vittoria per 3-4 contro il Byåsen, sfida valida per il primo turno del Norgesmesterskapet. È rimasto nuovamente svincolato al termine della stagione.
A luglio 2022, quindi, Johansson ha fatto ritorno allo Stjørdals-Blink, dov'è rimasto fino al termine del campionato. A seguito di questa esperienza, ha lasciato il calcio professionistico, ma ha continuato a giocare a livello amatoriale – come difensore centrale – nel Majorstuen, in 5. divisjon.
A giugno 2023 è stato tesserato dai faroesi del KÍ Klaksvík, per sostituire il portiere titolare, infortunato. Il 25 giugno ha quindi esordito in Formuladeildin, nel successo esterno per 1-2 contro il B68 Toftir. L'11 luglio ha giocato la prima partita nelle competizioni UEFA per club: ha giocato il primo turno di qualificazione alla Champions League 2023-2024, venendo schierato titolare nel pareggio casalingo per 0-0 contro il Ferencváros.
Il 30 agosto 2023 ha prolungato il contratto che lo legava al KÍ Klaksvík fino al 31 dicembre successivo.

## Statistiche

### Presenze e reti nei club
Statistiche aggiornate al 24 marzo 2024.
| Stagione               | Club                   | Campionato             | Campionato | Campionato | Coppe nazionali | Coppe nazionali | Coppe nazionali | Coppe continentali | Coppe continentali | Coppe continentali | Supercoppe | Supercoppe | Supercoppe | Totale | Totale |
| Stagione               | Club                   | Comp                   | Pres       | Reti       | Comp            | Pres            | Reti            | Comp               | Pres               | Reti               | Comp       | Pres       | Reti       | Pres   | Reti   |
| ---------------------- | ---------------------- | ---------------------- | ---------- | ---------- | --------------- | --------------- | --------------- | ------------------ | ------------------ | ------------------ | ---------- | ---------- | ---------- | ------ | ------ |
| 2012                   | Umeå FC                | S                      | 5          | -10        | CS              | 1               | 0               | -                  | -                  | -                  | -          | -          | -          | 6      | -10    |
| 2013                   | Selånger               | D1                     | 26         | -46        | CS              | 1               | 0               | -                  | -                  | -                  | -          | -          | -          | 27     | -46    |
| 2014                   | Ljungskile             | S                      | 0          | 0          | CS              | 2               | -6              | -                  | -                  | -                  | -          | -          | -          | 2      | -6     |
| 2015                   | Ljungskile             | S                      | 15         | -16        | CS              | 0               | 0               | -                  | -                  | -                  | -          | -          | -          | 15     | -16    |
| gen.-lug. 2016         | Ljungskile             | S                      | 1          | -2         | CS              | 2               | -4              | -                  | -                  | -                  | -          | -          | -          | 3      | -6     |
| Totale Ljungskile      | Totale Ljungskile      | Totale Ljungskile      | 16         | -18        |                 | 4               | -10             |                    | -                  | -                  |            | -          | -          | 20     | -28    |
| lug.-dic. 2016         | Notodden               | 2D                     | 12         | -12        | CN              | -               | -               | -                  | -                  | -                  | -          | -          | -          | 12     | -12    |
| 2017                   | Notodden               | 2D                     | 24+4       | -22+-6     | CN              | 3               | -6              | -                  | -                  | -                  | -          | -          | -          | 31     | -34    |
| 2018                   | Notodden               | 1D                     | 30         | -40        | CN              | 0               | 0               | -                  | -                  | -                  | -          | -          | -          | 30     | -40    |
| 2019                   | Notodden               | 1D                     | 10         | -20        | CN              | 0               | 0               | -                  | -                  | -                  | -          | -          | -          | 10     | -20    |
| Totale Notodden        | Totale Notodden        | Totale Notodden        | 76+4       | -94+-6     |                 | 3               | -6              |                    | -                  | -                  |            | -          | -          | 83     | -106   |
| 2020                   | Stjørdals-Blink        | 1D                     | 6          | -13        | -               | -               | -               | -                  | -                  | -                  | -          | -          | -          | 6      | -13    |
| mag.-dic. 2021         | Ranheim                | 1D                     | 0          | 0          | CN              | 1               | -3              | -                  | -                  | -                  | -          | -          | -          | 1      | -3     |
| lug.-dic. 2022         | Stjørdals-Blink        | 1D                     | 1          | -4         | CN              | -               | -               | -                  | -                  | -                  | -          | -          | -          | 1      | -4     |
| Totale Stjørdals-Blink | Totale Stjørdals-Blink | Totale Stjørdals-Blink | 7          | -17        |                 | 0               | 0               |                    | -                  | -                  |            | -          | -          | 7      | -17    |
| apr.-giu. 2023         | Majorstuen             | 5D                     | 5          | 0          | -               | -               | -               | -                  | -                  | -                  | -          | -          | -          | 5      | 0      |
| giu.-dic. 2023         | KÍ Klaksvík            | FD                     | 6          | -4         | CF              | 0               | 0               | UCL+UEL+UECL       | 6+2+6              | -6+-3+-9           | -          | -          | -          | 16     | -19    |
| Totale                 | Totale                 | Totale                 | 143+4      | -189+-6    |                 | 10              | -19             |                    | 14                 | -18                |            | -          | -          | 162    | -221   |